# Kamond
Kamond là một thị trấn thuộc hạt Veszprém, Hungary. Thị trấn này có diện tích 20,5 km², dân số năm 2010 là 392 người, mật độ 19 người/km².